# Carol Kenyon
Carol Kenyon, (London, 1959. január 1. − ) angol énekesnő.

## Pályafutása
Kenyont gyerekkorában énekelni és táncolni ösztönözték. Leckéket vett és művészeti fesztiválversenyeken vett részt. Zongorázott is. Szívesen hallgatta apja dzsesszlemezeit. Egy iskolai kórussal énekelt egy zenei fesztiválon Harrow-ban. Egy ott felbukkanó fiatal zenész, Guy Barker hallotta, és arra biztatta, hogy foglalkozzon komolyabban az énekléssel. Etután részt is vett a National Youth Jazz Orchestra fellépésein. A NYJO felvette, mint az első állandó zenekari énekesnőt. Még csak 14 éves volt.
Noha Carol Kenyon elsősorban vokalista, sok prominens előadó számos albumán és kislemezén, valamint koncertekről ismert, szólóénekesként is több kislemezt kiadott. Első kislemeze a „Warrior Woman” volt, amely 1984-ben jelent meg az A&M Recordsnál.
Korai fellépésein a National Youth Jazz Orchestra tagjaként énekelt. Vokálozott a Duran Duran, Kylie Minogue, Mike Oldfield, Vangelis, a Pet Shop Boys, Gary Moore, a Pink Floyd, Tommy Shaw, a Roger Waters, Morrissey-Mullen, a Tears for Fears, a Heaven 17, Paul Hardcastle és Van Morrison mellett. 
Kenyon leginkább a Heaven 17 „Temptation” című slágerének vokáljáról ismert, amely 1983-ban a második helyet érte el a brit kislemezlistán. Amikor a dalt 1992-ben a Brothers in Rhythm remixeként újra kiadta − ismét Carol énekével − a 4. helyet szerezte meg. Carol szerepelt Paul Hardcastle „Don't Waste My Time” című slágerén is, amely a 8. helyre került 1986-ban. Felvette a „Warrior Woman”, a „Dance with Me” és a „Fascinating” című dalokat is.

## Kislemezek
- 1976: Get It Right
- 1984: Warrior Woman
- 1984: Dance with Me
- 1986: Don’t Waste My Time
- 1987: Give Me One Good Reason
- 1989: Fascinating
- 1990: Never Let Me Go
- 1993: Here’s My A